# Delancey (Nova York)
Delancey (també escrit De Lancey, DeLancey o Delancy) és un poble del comtat de Delaware, Nova York, Estats Units. La comunitat es troba 5.7 milles (9.2 km) al sud-sud-oest de Delhi. Delancey va tenir una oficina de correus fins al 3 de gener de 2004; encara té el seu propi codi postal, 13752.